# 藏银
藏银是通行于西藏地区和尼泊尔一带的一种饰品银，一般由30%的银和70%铜合成。但因含银量少，价值低，近年所谓藏银多为白铜和锡的合金，其实不再含银。